# Mathias Schultz
Mathias Schultz (* 23. Mai 1984 in Schwerin) ist ein deutscher Motorrad-Speedwayrennfahrer.

## Leben
Er begann seine Karriere als Zehnjähriger in der Schülerklasse. Über die Juniorenklassen arbeitete sich Schultz bis in die nationale Spitzenklasse vor. 2000 gewann er in Olching seinen ersten nationalen Titel als Deutscher Juniorenmeister. 2003 gewann er als 19-Jähriger das Finale zur deutschen Speedwaymeisterschaft in Landshut, ein Erfolg, den er 2005 wiederholen konnte.
In der Speedway-Bundesliga startete Schultz für den MC Nordstern Stralsund, MSC Diedenbergen, MC Güstrow, MC Parchim, MSC Brokstedt, MSC Norden, MSC Wolfslake und MSC Wölfe Wittstock. Er hatte auch ein Engagement in der dänischen Speedway-Superliga, sowie in der schwedischen, tschechischen und der polnischen Liga. Ferner nahm Schultz an den Qualifikationen zur Speedway-Junioren-U19-Europameisterschaft, Junioren-U21-Weltmeisterschaft und der WM-Grand Prix Qualifikation teil. Im Jahre 2011 stand er mit der deutschen Speedway-Nationalmannschaft in der Hauptrunde zum Speedway-World-Cup und gehörte seitdem zur deutschen Nationalmannschaft.

## Erfolge
- Deutscher Juniorenmeister 2000 und 2004
- Deutscher Speedwaymeister: 2003 und 2005
- Deutscher Speedway-Vizemeister: 2004, 2007, 2013 und 2016
- Deutscher Mannschafts-Meister: 2 × MC Güstrow, 1 × MC Parchim
- Deutscher Paar-Meister: 3 × MSC Wölfe Wittstock
- Bahnrekord in Lodz (Polen) 2008–2016

| Personendaten    | Personendaten                         |
| ---------------- | ------------------------------------- |
| NAME             | Schultz, Mathias                      |
| KURZBESCHREIBUNG | deutscher Motorrad-Speedwayrennfahrer |
| GEBURTSDATUM     | 23. Mai 1984                          |
| GEBURTSORT       | Schwerin                              |